# Ефимов, Александр Александрович (Герой Российской Федерации)
Александр Александрович Ефимов (1994—2022) — российский военнослужащий, заместитель командира роты разведывательного батальона, гвардии старший лейтенант. Герой Российской Федерации (2022, посмертно).

## Биография
Родился 25 ноября 1994 года в городе Можга Удмуртской Республики. Окончил 8 классов гимназии № 8, затем продолжил учёбу в можгинской школе № 1. В 2013 году поступил в Новосибирское высшее военное командное училище, которое окончил в 2018 году.
С 24 февраля 2022 года в должности заместителя командира роты разведывательного батальона принимал участие во вторжении России на Украину. По информации Министерства обороны РФ, 25 марта в ходе боя с противником в Харьковской области был тяжело ранен осколками гранаты и погиб в ходе прикрытия отступления подчинённых.
Указом Президента Российской Федерации («закрытым») гвардии старшему лейтенанту Александру Александровичу Ефимову за проявленные мужество и героизм присвоено звание Герой России (посмертно). 24 сентября медаль «Золотая звезда» Героя России была передана в Новосибирске семье Александра Ефимова.

## Семья
Александр Ефимов был женат, воспитывал сына.

## Память
- В ноябре 2022 года принято решение о присвоении гимназии № 8 города Можги имя Александра Ефимова и установке на фасаде школы мемориальной доски[3].

## Примечание
1. ↑  Уроженцу Удмуртии Александру Ефимову присвоили звание Героя России (24 сентября 2022). Дата обращения: 6 декабря 2022. Архивировано 6 декабря 2022 года.
2. 1 2 3 4  Ещё один выпускник НВВКУ стал посмертно Героем России. Родные берега (3 октября 2022). Дата обращения: 6 декабря 2022. Архивировано 6 декабря 2022 года.
3. ↑  Татьяна Иванцова. Гимназии № 8 города Можги присвоят имя Героя России Александра Ефимова (недоступная ссылка — история). // Удмуртская правда (17 ноября 2022). Дата обращения: 6 декабря 2022.